# Uppland
Uppland (câteodată cunoscută ca Uplandia) este o provincie istorică a Suediei, pe coasta de est, care are ieșire la Marea Baltică. Cea mai mare parte a teritoriului acestei provincii face parte în prezent din regiunea administrativă Uppsala län.

## Län
- Uppsala
- Stockholm
- Västmanland

## Orașe
- Uppsala
- Stockholm - partea de nord
- Enköping
- Håbo
- Tierp
- Älvkarleby
- Östhammar